# 亚历杭德拉·克雷达
亚历杭德拉·克雷达（西班牙語：Alejandra Quereda，1992年7月24日—），西班牙艺术体操运动员。她曾代表西班牙参加2012年和2016年夏季奥林匹克运动会体操比赛，其中2016年奥运会获得一枚银牌。